# Camilla Jacob

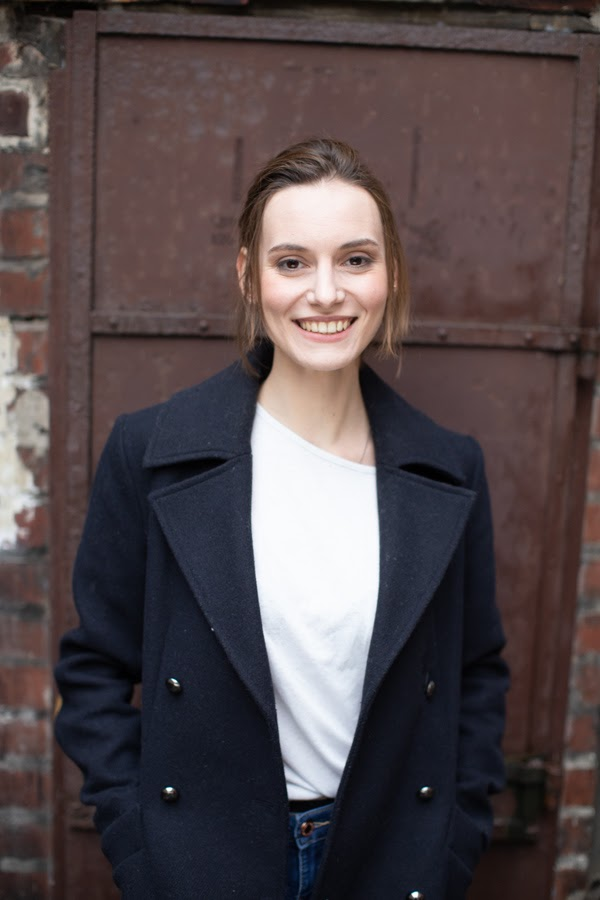
Camilla Jacob in Berlin (2019)

Camilla Jacob (* 12. August 1989 in Hannover als Camilla Nowogrodzki) ist eine deutsche Schauspielerin.

## Leben
Camilla Jacob (geb. Nowogrodzki) absolvierte ihr Schauspielstudium von 2011 bis 2015 an der Hochschule für Musik und Theater Rostock,.
Während der Ausbildung spielte sie am Volkstheater Rostock, am Mecklenburgischen Staatstheater Schwerin und im Rahmen des 6. Osterfestival der Kunsthochschulen im Maxim Gorki Theater Berlin.
2012 bekam sie den ersten Preis im hochschulinternen Wettbewerb „HMT-Interdisziplinär“.
Nach ihrem Abschluss war sie am Vorarlberger Landestheater in Bregenz (Österreich) engagiert, wo sie 2016 zusammen mit Sebastian Hammer, Lukas Kientzler und dem Künstlerkollektiv „Follow the rabbit den“ den Preis ASSISTEJ (Stella-Darstellender-Kunst-Preis für junges Publikum) für die Produktion „An der Arche um Acht“ erhielt.
Sie spielte in der amerikanischen Serie Berlin Station an der Seite von Mina Tander die Rolle der Crystal in der Regie von John David Coles.
Im Tatort Odenthal Leonessa war sie mit Ulrike Folkerts als Mutter der Vanessa Michel, gespielt von Lena Urzendowsky, in der Regie von Connie Walther zu sehen.
Sie lebt zurzeit in Wuppertal und arbeitet freiberuflich.

## Filmografie
- 2015 Sparflamme (Kurzfilm)[21]
- 2016 Berlin Station (Fernsehserie)
- 2019 Tatort (Fernsehserie)